# Norvège au Concours Eurovision de la chanson 2013
 (mars 2024).
 (mars 2024).
 (mars 2024).
La mise en forme du texte ne suit pas les recommandations de Wikipédia : il faut le « wikifier ».
Les points d'amélioration suivants sont les cas les plus fréquents. Le détail des points à revoir est peut-être précisé sur la page de discussion.
- Les titres sont pré-formatés par le logiciel. Ils ne sont ni en capitales, ni en gras.
- Le texte ne doit pas être écrit en capitales (les noms de famille non plus), ni en gras, ni en italique, ni en « petit »…
- Le gras n'est utilisé que pour surligner le titre de l'article dans l'introduction, une seule fois.
- L'italique est rarement utilisé : mots en langue étrangère, titres d'œuvres, noms de bateaux, etc.
- Les citations ne sont pas en italique mais en corps de texte normal. Elles sont entourées par des guillemets français : « et ».
- Les listes à puces sont à éviter, des paragraphes rédigés étant largement préférés. Les tableaux sont à réserver à la présentation de données structurées (résultats, etc.).
- Les appels de note de bas de page (petits chiffres en exposant, introduits par l'outil «  Source ») sont à placer entre la fin de phrase et le point final[comme ça].
- Les liens internes (vers d'autres articles de Wikipédia) sont à choisir avec parcimonie. Créez des liens vers des articles approfondissant le sujet. Les termes génériques sans rapport avec le sujet sont à éviter, ainsi que les répétitions de liens vers un même terme.
- Les liens externes sont à placer uniquement dans une section « Liens externes », à la fin de l'article. Ces liens sont à choisir avec parcimonie suivant les règles définies. Si un lien sert de source à l'article, son insertion dans le texte est à faire par les notes de bas de page.
- La présentation des références doit suivre les conventions bibliographiques. Il est recommandé d'utiliser les modèles {{Ouvrage}}, {{Chapitre}}, {{Article}}, {{Lien web}} et/ou {{Bibliographie}}. Le mode d'édition visuel peut mettre en forme automatiquement les références.
- Insérer une infobox (cadre d'informations à droite) n'est pas obligatoire pour parachever la mise en page.

Pour une aide détaillée, merci de consulter Aide:Wikification.
Si vous pensez que ces points ont été résolus, vous pouvez retirer ce bandeau et améliorer la mise en forme d'un autre article.
La Norvège est l'un des trente-neuf pays participants du Concours Eurovision de la chanson 2013, qui se déroule à Malmö en Suède. Le pays représenté par le chanteur Margaret Berger et sa chanson I Feed You My Love, est annoncée le 9 février 2013, à la suite de sa victoire lors de la finale nationale Melodi Grand Prix 2013.

## Sélection

### Format
Le concours comportait quatre émissions : trois demi-finales les 19 janvier 2013, 26 janvier 2013 et 2 février 2013 et une finale le 9 février 2013. Sept chansons ont concouru dans chaque demi-finale et les trois meilleures se sont qualifiées pour la finale. Les résultats des demi-finales ont été déterminés exclusivement par le vote télévisé du public, tandis qu'un jury a également accordé à l'une des chansons éliminées une wildcard pour participer à la finale. Les résultats de la finale ont été déterminés par le vote du jury et le vote télévisé du public. Les téléspectateurs pouvaient voter par téléphone et par SMS[8].    

### Chansons sélectionnées
NRK a ouvert une période de soumission entre le 1er juillet 2012 et le 1er septembre 2012. Les auteurs-compositeurs de toutes nationalités étaient autorisés à soumettre des candidatures, tandis que les interprètes des chansons sélectionnées seraient choisis par NRK en consultation avec les auteurs-compositeurs. Outre l'appel public à candidatures, NRK s'est réservé le droit d'inviter directement certains artistes et compositeurs à concourir[2][3]. À la clôture du délai, 600 candidatures ont été reçues[9]. 21 chansons ont été sélectionnées pour le concours par un jury composé de Vivi Stenberg (productrice musicale du Grand Prix Melodi), Kristin Winsents (journaliste musicale de NRK et animatrice radio de NRK P2), Gisle Stokland (rédacteur en chef et propriétaire du site web musical 730. no), Christine Dancke (DJ, animatrice radio NRK P3 et responsable des réservations de Blå) ainsi que des représentants de NRK et de la société de production EyeworksDinamo[10]. Les sept artistes et chansons en compétition pour chaque demi-finale ont été révélés les 16, 23 et 30 janvier 2013, respectivement, lors de l'émission spéciale MGP Direkte, présentée par Jenny Skavlan et Erik Solbakken et diffusée sur NRK1 et en ligne sur nrk.no[11].  
| Ordre | Artiste                        | Chanson                        |   |        |         |
| ----- | ------------------------------ | ------------------------------ | - | ------ | ------- |
| Ordre | Artiste                        | Chanson                        | 1 | Adelén | "Bombo" |
| 2     | Anina                          | "The Young"                    |   |        |         |
| 3     | Annsofi                        | "I'm With You"                 |   |        |         |
| 4     | Carina Dahl                    | "Sleepwalking"                 |   |        |         |
| 5     | Datarock                       | "The Underground"              |   |        |         |
| 6     | Fjellfolk                      | "Ulvetuva"                     |   |        |         |
| 7     | Gaute Ormåsen                  | "Awake"                        |   |        |         |
| 8     | Gothminister                   | "Utopia"                       |   |        |         |
| 9     | Gromth feat. Emil Solli-Tangen | "Alone"                        |   |        |         |
| 10    | Haji                           | "Shine With Me"                |   |        |         |
| 11    | Hank                           | "No One"                       |   |        |         |
| 12    | Julie Bergan                   | "Give a Little Something Back" |   |        |         |
| 13    | Lucky Lips                     | "Sweet and Heavy"              |   |        |         |
| 14    | Martin Blomvik                 | "Det vakje mi tid"             |   |        |         |
| 15    | Margaret Berger                | "I Feed You My Love"           |   |        |         |
| 16    | Mimi Blix                      | "Catch Me"                     |   |        |         |
| 17    | Shackles                       | "On Hold"                      |   |        |         |
| 18    | Sirkus Eliassen                | "I Love You Te Quiero"         |   |        |         |
| 19    | Tom Hugo                       | "Det er du"                    |   |        |         |
| 20    | Vidar Busk                     | "Paid My Way"                  |   |        |         |
| 21    | Winta                          | "Not Afraid"                   |   |        |         |

## Émissions

### Demi-finale 1: 19 janvier 2013
| Ordre | Artiste                        | Chanson                        | Place | Résultat   |   |            |               |   |          |
| ----- | ------------------------------ | ------------------------------ | ----- | ---------- | - | ---------- | ------------- | - | -------- |
| Ordre | Artiste                        | Chanson                        | Place | Résultat   | 1 | Vidar Busk | "Paid My Way" | 3 | Advanced |
| 2     | Carina Dahl                    | "Sleepwalking"                 | —     | Eliminated |   |            |               |   |          |
| 3     | Tom Hugo                       | "Det er du"                    | —     | Eliminated |   |            |               |   |          |
| 4     | Gromth feat. Emil Solli-Tangen | "Alone"                        | 1     | Advanced   |   |            |               |   |          |
| 5     | Julie Bergan                   | "Give a Little Something Back" | —     | Eliminated |   |            |               |   |          |
| 6     | Mimi Blix                      | "Catch Me"                     | —     | Eliminated |   |            |               |   |          |
| 7     | Datarock                       | "The Underground"              | 2     | Advanced   |   |            |               |   |          |

### Demi-finale 2: 26 janvier 2013
| Ordre | Artiste         | Chanson              | Place | Résultat   |   |                |                    |   |            |
| ----- | --------------- | -------------------- | ----- | ---------- | - | -------------- | ------------------ | - | ---------- |
| Ordre | Artiste         | Chanson              | Place | Résultat   | 1 | Martin Blomvik | "Det vakje mi tid" | — | Eliminated |
| 2     | Annsofi         | "I'm With You"       | 3     | Advanced   |   |                |                    |   |            |
| 3     | Shackles        | "On Hold"            | —     | Eliminated |   |                |                    |   |            |
| 4     | Hank            | "No One"             | —     | Eliminated |   |                |                    |   |            |
| 5     | Fjellfolk       | "Ulvetuva"           | 2     | Advanced   |   |                |                    |   |            |
| 6     | Haji            | "Shine With Me"      | —     | Eliminated |   |                |                    |   |            |
| 7     | Margaret Berger | "I Feed You My Love" | 1     | Advanced   |   |                |                    |   |            |

### Demi-finale 3: 3 février 2013
| Ordre | Artiste         | Chanson                | Place | Résultat   |   |              |          |   |            |
| ----- | --------------- | ---------------------- | ----- | ---------- | - | ------------ | -------- | - | ---------- |
| Ordre | Artiste         | Chanson                | Place | Résultat   | 1 | Gothminister | "Utopia" | — | Eliminated |
| 2     | Adelén          | "Bombo"                | 1     | Advanced   |   |              |          |   |            |
| 3     | Lucky Lips      | "Sweet and Heavy"      | —     | Wildcard   |   |              |          |   |            |
| 4     | Gaute Ormåsen   | "Awake"                | 3     | Advanced   |   |              |          |   |            |
| 5     | Anina           | "The Young"            | —     | Eliminated |   |              |          |   |            |
| 6     | Winta           | "Not Afraid"           | —     | Eliminated |   |              |          |   |            |
| 7     | Sirkus Eliassen | "I Love You Te Quiero" | 2     | Advanced   |   |              |          |   |            |

### Finale: 9 février 2013
| Ordre | Artiste                        | Chanson                | Résultat   |   |            |               |            |
| ----- | ------------------------------ | ---------------------- | ---------- | - | ---------- | ------------- | ---------- |
| Ordre | Artiste                        | Chanson                | Résultat   | 1 | Vidar Busk | "Paid My Way" | Eliminated |
| 2     | Fjellfolk                      | "Ulvetuva"             | Eliminated |   |            |               |            |
| 3     | Adelén                         | "Bombo"                | Advanced   |   |            |               |            |
| 4     | Gromth feat. Emil Solli-Tangen | "Alone"                | Eliminated |   |            |               |            |
| 5     | Gaute Ormåsen                  | "Awake"                | Eliminated |   |            |               |            |
| 6     | Lucky Lips                     | "Sweet and Heavy"      | Eliminated |   |            |               |            |
| 7     | Datarock                       | "The Underground"      | Eliminated |   |            |               |            |
| 8     | Annsofi                        | "I'm With You"         | Advanced   |   |            |               |            |
| 9     | Margaret Berger                | "I Feed You My Love"   | Advanced   |   |            |               |            |
| 10    | Sirkus Eliassen                | "I Love You Te Quiero" | Advanced   |   |            |               |            |

| Ordre | Artiste         | Chanson                | Jury   | Télévote | Total   | Place |   |        |         |       |        |        |   |
| ----- | --------------- | ---------------------- | ------ | -------- | ------- | ----- | - | ------ | ------- | ----- | ------ | ------ | - |
| Ordre | Artiste         | Chanson                | Jury   | Télévote | Total   | Place | 1 | Adelén | "Bombo" | 6,000 | 53,414 | 59,414 | 2 |
| 2     | Annsofi         | "I'm With You"         | 6,000  | 25,226   | 31,226  | 4     |   |        |         |       |        |        |   |
| 3     | Margaret Berger | "I Feed You My Love"   | 12,000 | 90,032   | 102,032 | 1     |   |        |         |       |        |        |   |
| 4     | Sirkus Eliassen | "I Love You Te Quiero" | 6,000  | 35,447   | 41,447  | 3     |   |        |         |       |        |        |   |

## À l'Eurovision
La Norvège participa à la deuxième demi-finale, le 16 mai 2013. Y arrivant 3e avec 120 points, le pays se qualifie pour la finale du 18 mai 2013. Il termine finalement 4e avec 191 points. 